# Abstillen
Abstillen (Ablaktation) ist das Entwöhnen des menschlichen Säuglings von der Brusternährung mit Muttermilch bei möglichst gleichzeitigem Unterbinden der Milchsekretion der Mutter. Der allgemeiner auf Tiere bezogene Begriff ist „Absetzen“. Beim Menschen unterscheidet man primäres und sekundäres Abstillen. Primäres Abstillen bezeichnet, dass nach der Geburt nicht mit dem Stillen begonnen wird. Sekundäres Abstillen bezeichnet das Abstillen nach einem Zeitraum, in dem gestillt wurde (ablaktieren).

## Zeitpunkt des Abstillens
Der Zeitpunkt des Abstillens ist individuell verschieden und muss von jeder Mutter und ihrem Kind selbst bestimmt werden. Der Zeitpunkt schwankt von einigen Wochen nach der Geburt bis zu einem Alter des Kindes von vier oder mehr Jahren. Wird der Säugling nach Bedarf gestillt und darf er den Zeitpunkt des Abstillens selbst bestimmen, so liegt der Zeitpunkt des Abstillens häufig erst nach dem zweiten oder dritten Geburtstag. Ein echtes Abstillen von Seiten des Kindes im ersten Jahr kommt so gut wie nie vor. Betrachtet man das Säugeverhalten von Säugetieren und passt die Daten an den Menschen an, so würde sich ein Abstillalter zwischen 2,5 und 7 Jahren ergeben. Der Vergleich des Abstillalters von 64 traditionellen Kulturen, wie er von Katherine Dettwyler und Stuart McAdam in Breastfeeding: Biocultural Perspectives, 1995, angestellt wird, kommt zu einer Kurve, deren Scheitelpunkt kurz vor dem 3. Geburtstag liegt. Der früheste Abstillzeitpunkt der untersuchten Kulturen liegt kurz vor dem ersten Geburtstag, der späteste bei etwa 5 ½ Jahren.
Ein Baby ist bereit für Beikost, wenn:
- der Zungenstoßreflex, durch den feste Nahrung automatisch aus dem Mund befördert wird, verschwunden ist,
- es Interesse an der Nahrung hat und diese selbst zum Mund befördern kann,
- es ein gesteigertes Stillbedürfnis zeigt, das sich nicht nach wenigen Tagen wieder normalisiert und nicht auf andere Gründe, wie z. B. Zahnen, Erkrankung, Stress, Wachstum zurückzuführen ist.

In jedem Fall sollte ein sanftes, d. h. ausschleichendes Abstillen angestrebt werden, gleichgültig, ob dies vom Kind oder von der Mutter ausgeht. Dadurch werden Verlustängste beim Säugling und gesundheitliche Probleme – wie Milchstau bei der Mutter – vermieden.
Beim natürlichen Abstillen nach Bedarf des Kindes wird das Kind mit steigender Entwicklung und Reife immer weniger und seltener gestillt werden wollen. Bei einem von der Mutter eingeleiteten Abstillen sollte nur langsam, über Wochen hinweg, eine Stillmahlzeit nach der anderen durch eine Beikostmahlzeit ersetzt werden.
Ein frühzeitiges Abstillen kann verschiedene Ursachen haben: Bei ungenügender Sekretion oder Entzündungen der Brüste, bei allgemein zehrenden Krankheiten (zum Beispiel Tuberculose) und seelischen Störungen der Wöchnerin. In medizinisch angezeigten Fällen kann es medikamentös unterstützt werden.
Die Empfehlung, ab wann Beikost eingeführt werden soll, variiert je nach Land, bzw. nach den lokalen hygienischen Standards. In Deutschland sind die Empfehlungen beispielsweise: Beikost darf ab vollendetem 4. Lebensmonat eingeführt werden. Zwischen vollendetem 4. und vollendetem 6. Lebensmonat sollte begonnen werden.

## Einführung von Beikost

### Responsives Füttern (Responsive Feeding)
Responsives Füttern (englisch: responsive feeding) wird von der Weltgesundheitsorganisation (WHO) und UNICEF empfohlen. Dabei wird generell eine ausschließliche Ernährung durch Stillen bis zum Alter von sechs Monaten befürwortet. Anschließend kann mit zwei bis drei kleinen Portionen von Beikost gestartet werden. Danach soll die Menge je nach Appetit des Kindes gesteigert werden, während ein Weiterstillen nach Bedarf bis zwei Jahre und darüber hinaus vorgesehen ist.
Der Ansatz des Responsiven Fütterns ist ein Gegenentwurf zum Stillen nach Zeitplan. Responsiv meint hier das Anpassen des Stillens an die Bedürfnisse von Mutter und Kind. Damit gilt das Stillen als ein Weg der Kommunikation. Das Gefühl von Nähe und Geborgenheit steht neben der bloßen Nahrungsaufnahme im Mittelpunkt. Besonderer Wert wird darauf gelegt, dass ein tatsächlich responsives Stillen nur über die Brust erfolgen kann. Im Kern beschreibt diese Empfehlung die Ausgestaltung des Stillens als Ergebnis der Interaktion zwischen Mutter und Kind nach deren inneren Empfindungen und Bedürfnissen. Genaue Vorgaben zu bestimmten Zeiträumen werden nicht gemacht. Abseits des Fütterns ist das Stillen somit auch als unterstützende Maßnahme in der Bewältigung der Elternschaft zu verstehen.

### Babygeführtes Abstillen (Baby-led weaning)
Babygeführtes Abstillen (englisch Baby-led weaning [BLW]) ist eine Abstillmethode, die von der englischen Hebamme Gill Rapley vorgeschlagen wurde. Dabei soll der Wechsel zu fester Nahrung vom Baby selbst gesteuert werden. Das Baby muss dazu aufrecht sitzen können. Statt Breikost werden verschiedene feste Speisen angeboten. Das Baby lernt, sie in die Hand zu nehmen und zu probieren. Bald beginnt es, das Essen zu schlucken und zu verdauen. Es wird vor dem Essen weiterhin gestillt. Rapley meint, dass Babys durcheinanderkommen, wenn nach dem Brei Nahrung mit Stückchen eingeführt wird.
Laut der 1939 veröffentlichten Studie über freie Auswahl der Nahrung durch kleine Kinder von Clara M. Davis sind Babys im Alter von sechs Monaten fähig, mithilfe ihres Geschmackssinnes diejenigen Lebensmittel zu wählen, die die Nährstoffe enthalten, die sie aktuell benötigen. Das Baby lerne am effektivsten, wenn es andere beobachten und imitieren kann. Ihm zu erlauben, das Gleiche und zur selben Zeit zu essen wie alle anderen Familienmitglieder, trage dazu bei, dass es positive Umgewöhnungserfahrungen macht.
In Deutschland lautet die offizielle Empfehlung der Ministerien, die Beikost mit Brei zu starten und erst ab dem 10. Monat langsam auf Familienkost umzusteigen. In Österreich informiert das vom Bundesministerium geförderte Projekt Richtig essen von Anfang an über die offiziellen Beikostempfehlungen, die mit Deutschland konform gehen – ab ca. dem 6. Monat Brei und ab ca. dem 10. Monat Umstieg auf Familienkost.
Das Baby-led weaning hat mehrere Gründe, die dafür sprechen, bringt jedoch auch Nachteile mit sich, die bei der Auswahl der richtigen Ernährungsmethode bzw. des Ernährungsmodells (beispielsweise OptimiX vom FKE oder die aid-Ernährungspyramide) von Eltern unbedingt bedacht werden sollten.
Für ein frühes Abstillen durch das Baby selbst sprechen vor allem etwaige beim Stillen auftretende Probleme. Diese können von zu wenig Milch, Entzündungen der Brustwarzen sowie Milchstau bis hin zu emotionalen Problemen reichen.

## Abruptes Abstillen
Ein plötzliches Abstillen kann erforderlich sein, wenn die Mutter erkrankt oder vom Kind getrennt werden muss. Wird die Brust plötzlich nicht mehr geleert, so sollte diese von Hand ausgestrichen oder abgepumpt werden. Diese ersatzweise Entleerung kann langsam verringert werden, um die Milchbildung nicht weiter anzuregen. Es kann ein Milchfieber entstehen, das in der Regel innerhalb von drei bis vier Tagen unproblematisch abklingt. Eine medikamentöse Behandlung zur Unterstützung des Abstillens wird außer bei zusätzlichen medizinischen Indikatoren wegen der Nebenwirkungen nicht mehr empfohlen.